# Patrologia Graeca

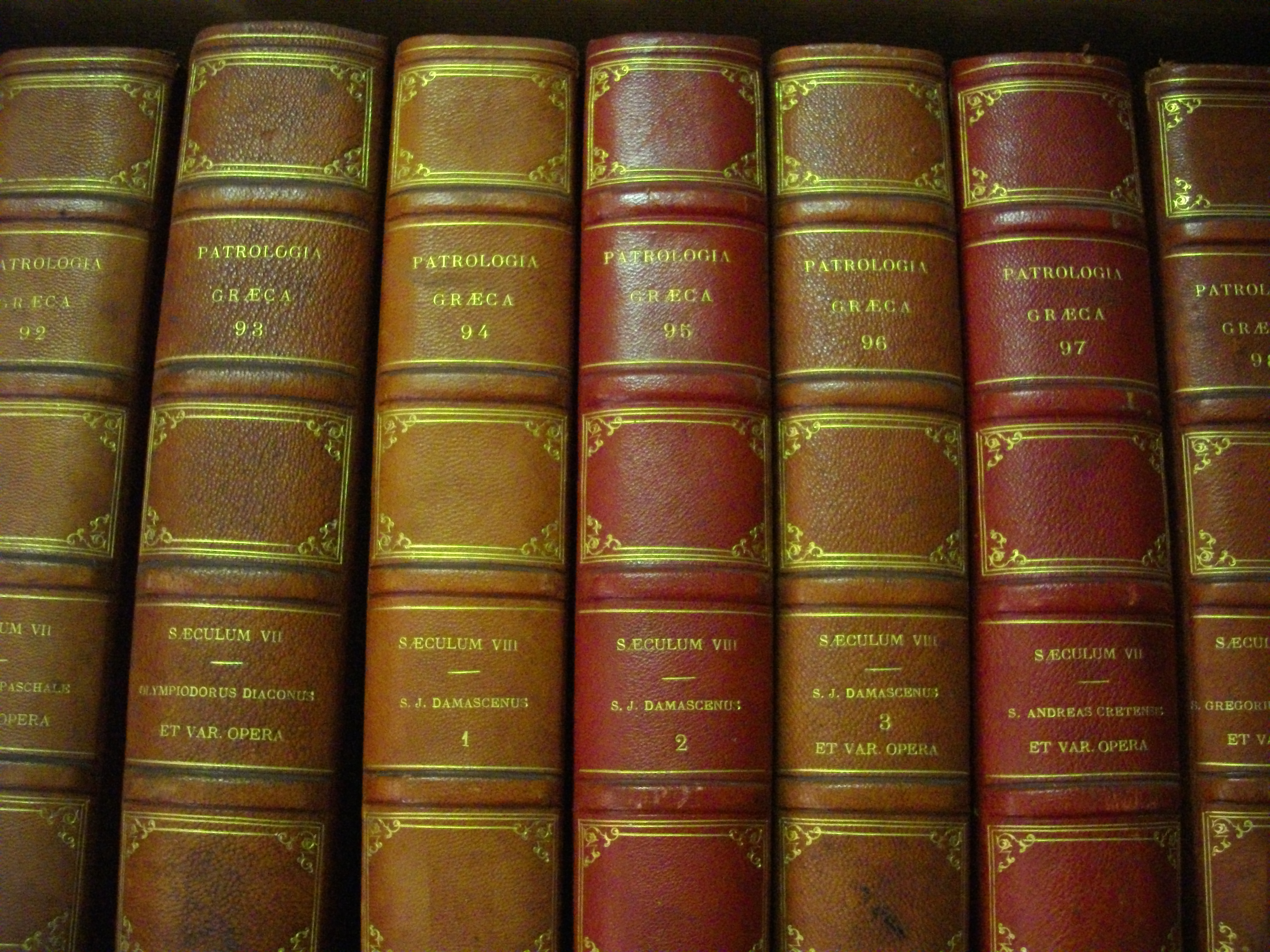
Teil der Sammlung aus der Stiftskirche Saint-Aignan in Orléans

Die Patrologia Graeca, vollständig Patrologiae Cursus Completus, Series Graeca (Abkürzung PG) ist eine Sammlung von Texten früher orthodoxer und katholischer Autoren. Sie enthält 161 Bände und wurde von Jacques-Paul Migne 1857 bis 1866 in Paris herausgegeben. Als Vorbild diente die Patrologia Latina, die Migne zuvor herausgegeben hatte. Für christliche Texte in orientalischen Sprachen entstand 1897 eine ähnliche Reihe unter dem Titel Patrologia Orientalis.
Die Bände 1 bis 80 enthalten lateinische Übersetzungen griechischer Texte. Die Bände 82 bis 161 enthalten griechische Texte mit einer parallelen lateinischen Übersetzung. Ein Sonderfall sind die Texte Tatians in Band 6, die in einer syrischen Fassung mit lateinischer Übersetzung gedruckt sind. Sämtliche Erläuterungen der Patrologia Graeca zu Texten und Autoren sind in lateinischer Sprache.

## Bände (Auswahl)
Band 1
- Clemens von Rom

Band 2
- Clemens von Rom
- Brief des Barnabas
- Hirte des Hermas
- Brief des Diognetus
- Testamente der zwölf Patriarchen

Band 3 und 4
- Pseudo-Dionysios Areopagita   (Bd. 4 incl.: Maximus Confessor, Scholia [in eos beati Dionysii libros qui exstant] & Georgios Pachymeres, Paraphrasis in Sancti Dionysii epistolas; s. a. Sp.13/14: „Denique Pachymeres in sua Paraphrasi nihil habet, quod in scholiis hujus magni Maximi non contineatur, quod facile ex ejus Paraphrasi in epistolas, quam damus, potes intellegere“ = 'Schließlich hat Pachymeres in seiner Paraphrase nichts, was nicht in den Scholien dieses großen Maximus enthalten ist, was man leicht aus seiner Paraphrase zu den Briefen, die wir bieten, ersehen kann'.)

Band 5
- Ignatius von Antiochia
- Polycarp
- Melito von Sardes
- Papias von Hierapolis
- Appolonius von Ephesos

Band 6
- Justin der Märtyrer
- Tatian
- Athenagoras von Athen
- Theophilos von Antiochia
- Hermias

Band 7
- Irenäus von Lyon

Band 8 und 9
- Clemens von Alexandria

Band 10
- Gregor der Wundertäter
- Zephyrinus
- Sextus Julius Africanus
- Urban I.
- Hippolyt von Rom
- Theognostos von Alexandria

Band 11 bis 17 (nb.: Band 16 in drei Teil/bänd/en, also „16.1-3“)
- Origenes

Band 18
- Methodios von Olympos
- Alexander von Lykonpolis
- Petrus von Alexandria
- Theodor von Herakleia

Band 19 bis 24
- Eusebius von Caesarea

Band 25 bis 28
- Athanasius der Große

Band 29 bis 32
- Basilius der Große

Band 33
- Cyrill von Jerusalem
- Apollinaris von Laodicea
- Diodorus von Tarsus
- Petrus II. von Alexandria
- Timotheus I. von Alexandria
- Isaak der Jude

Band 34
- Makarios von Ägypten
- Makarios von Alexandria

Band 35 bis 38
- Gregor von Nazianz (Bd. 38 incl.: Caesarius von Nazianz)

Band 39
- Didymus der Blinde
- Amphilochius Iconiensis
- Nektarius von Konstantinopel

Band 40 Ägyptische Väter
- Antonius der Große
- Pachomius
- Serapion von Thmuis
- Jesaja der Abbote
- Orsisius
- Theodor der Abbote
- Asterios von Amaseia
- Nemesios
- Hieronymus der Theologe
- Serapion von Antiochia
- Philo von Karpasia
- Evragius Ponticus

Band 41 bis 43
- Epiphanius von Salamis   (Bd. 43 incl.: Nonnus von Panopolis)

Band 44 bis 46
- Gregor von Nyssa

Band 47 bis 64
- Johannes Chrysostomos

Band 65
- Severian von Gabala
- Theophilos von Alexandria
- Palladios von Helenopolis
- Philostorgios
- Atticus von Konstantinopel
- Proklos von Konstantinopel
- Flavianus von Konstantinopel
- Marcus der Eremit
- Marcus Diadochus
- Marcus Diaconus, Vita Porphyrii

Band 66
- Theodor von Mopsuestia
- Synesios von Kyrene
- Arsenius der Große

Band 67
- Sokrates Scholastikos
- Sozomenos

Band 68–77
- Kyrill von Alexandria   (Bd. 77 incl.: Theodotus von Ancyra, Paulus, Bischof von Emesa, Acacius von Beröa, Johannes von Antiochia, Memnon von Ephesos, Akakios von Melitene, Rabbula von Edessa, Firmus von Caesarea, Amphilochius von Sida)

Band 78
- Isidor von Pelusium

Band 79
- Nilus der Ältere

Band 80–84
- Theodoret von Kyros

Band 85
- Basilius von Seleucia
- Euthalios von Alexandria
- Johannes von Karpathos
- Aeneas von Gaza
- Zacharias Rhetor von Mytilene
- Gelasios von Cyzicus
- Theotimos
- Ammonios Saccas
- Andreas von Samosata
- Gennadios von Konstantinopel
- Candidos Isauros
- Antipater von Bostra
- Dalmatios von Cyzicos
- Timotheus von Berytus
- Eustathios von Berytus

Band 86 a
- Timotheos von Konstantinopel
- Johannes Maxentius
- Theodoros Lector
- Prokopios von Tyros
- Theodoros von Skythopolis
- Timotheus von Jerusalem
- Theodosios I. von Alexandria
- Eusebios von Alexandria
- Eusebios von Emesa
- Gregentios von Taphar
- Epiphanios von Konstantinopel
- Isaak von Ninive
- Barsanuphios von Palästina
- Eustathios der Mönch
- Kaiser Justinian I.
- Agapetos Diakonos
- Leontios von Byzanz

Band 86 b
- Leontios von Byzanz
- Ephraim von Antiochia
- Paulos Silentarios
- Eutychios von Konstantinopel
- Euagrios Scholastikos
- Eulogius von Alexandria
- Simeon Stylites der Jüngere
- Zacharias von Jerusalem
- Modest von Jerusalem
- Anonymos über die Eroberung Jerusalems 614
- Hiob (Iobios)
- Erechthios von Antiochia
- Petros von Laodicea

Band 87.1-3 (vel a-c)
- Prokopios von Gaza   (Bd. 87.3 vel PARS TERTIA incl.: Johannes Moschus, Sophronios von Jerusalem, Alexander der Mönch)

Band 88
- Kosmas Indikopleustes
- Konstantinos Diakonos
- Johannes Klimakos
- Agathias von Myrna
- Gregorios von Antiochia
- Johannes IV. von Konstantinopel
- Dorotheos von Gaza

Band 89
- Anastasios vom Sinai   (incl.: Anastasios II. von Antiochia, Anastasios der Abt [des Klosters des Hl. Euthymios in Palästina], Anastasios IV. von Antiochia, Anastasios der Presbyter, Antiochos von Saba)

Band 90 und 91
- Maximos der Bekenner   (Bd. 91 incl.: Thalassios der Abt, Theodor von Raithu)

Band 92
- Chronicon Paschale
- Georgios von Pisidien

Band 93
- Olympiodoros von Alexandria
- Hesychios vom Sinai
- Leontios von Neapolis
- Leontios von Damaskus

Band 94 und 95
- Johannes von Damaskus

Band 96
- Johannes von Damaskus
- Johannes von Nikaia
- Johannes VI. von Konstantinopel
- Johannes von Euboea

Band 97
- Johannes Malalas
- Andreas von Kreta
- Elias von Kreta
- Theodor Abu Qurra

## Ausgaben
- Patrologiae Cursus Completus, Series Graeca, hrsg. v. Jacques-Paul Migne, 161 Bände, Paris 1857–1866
- Ferdinando Cavallera: Patrologia Graeca Cursus Completus. Indices. Apud Garnier Fratres, Paris 1912